# Irving Schlein
Irving Schlein (New York, 18 mei 1905 – aldaar, 11 juli 1986) was een Amerikaans componist, dirigent en pianist. Schlein was een componist die zijn hele leven in New York leefde en werkte. Hij werd geboren in de Joods-Russische emigrantenwijk aan de Lower East Side van Manhattan.

## Levensloop
Schlein studeerde eerst farmacie en voor de financiering van zijn studie speelde hij in de stille filmbioscopen piano. Later focuste hij zich op de muziek en studeerde piano vanaf 1928 aan het New York College of Music, onder andere bij de directeur August Fraemcke, die toen een van twee nog levende studenten van Franz Liszt was. In 1930 behaalde hij een diploma voor piano aan de Juilliard School of Music. Later kon hij met studiebeurzen compositie terecht bij Wallingford Riegger en Roger Sessions aan de School of Music van de Chatham Universiteit in Pittsburgh en bij Aaron Copland en Roy Harris aan de Henry Street School of Music in New York.
Hij werkte als dirigent van de Hebrew Folklore Sinfonietta.
Op 17 april 1940 werden in de Lenox Gallery van de New York Public Library verschillende werken van Schlein uitgevoerd, zoals Sonatina, voor Viola d'amore en piano, een Strijkkwartet en twee liederen Alabama Lullaby en Git awf mah back, gezongen door de bariton Jess Walters. Tijdens een compositiewedstrijd, waarin Paul Hindemith een van de juryleden was, won hij met zijn Dance Overture een eerste prijs en kreeg hij een onderscheiding van de American Composers Alliance.
Schlein had een carrière van meer dan dertig jaar aan het Broadway theatre. Hij werkte er als artistiek directeur, componist, arrangeur en pianist. Van 1930 tot 1932 werkte hij als pianist met Al Jolson. Vanaf 1940 werkte hij samen met Kurt Weill als zijn assistent. Hij schreef de balletmuziek voor het musical Love Life en dirigeerde een revival van Weills en Maxwell Andersons Knickerbocker Holiday. Scheins ervaringen op Broadway met muziek buiten het klassieke genre had grote invloed op zijn klassieke werken. In principe was hij een entertainer en had hij grote empathie voor evenementen, waarvoor hij aangepaste muziek schreef.
Als componist had hij zijn productiefste periode vanaf het midden van de jaren 1950. Hij schreef werken voor verschillende genres.

## Composities

### Werken voor orkest

#### Symfonieën
- 1938 Symphonia Brevis
  1. Lento
  2. Allegro con brio
- 1940 Symphonic Jubilee
  1. Adagio sostenuto, tempo rubato
  2. Allegro con spirito
- 1940 Symfonie Nr. 2 (in 1968 hernoemd in: I Have a Dream), voor sopraan, alt, tenor, bas en orkest
  1. Maestoso
  2. Allegretto
  3. Lento assai
  4. Allegro con moto
- 1941 Sinfonia
  1. Lento
- 1941 Symfonie Nr. 3
  1. Lento
  2. Allegro
  3. Andante sostenuto
- 1943 Dance Symphonia "America is a melange of myriad elements"
  1. Moderato
  2. Languidly (blues)
  3. Alla breve (Moderate two)
- 1944 Symphony of the Americas
  1. Lento assai – "Hymn to the Americas"
  2. Tempo marziale, Maestoso – March of the Unified Americas
  3. Lento Maestoso – "Proclamation of hatred for despotism and destruction", from a 1942 speech by Sergej Koesevitski
  4. Molto largamento
- 1944 Symfonie Nr. 6
  1. Passacaglia
  2. Air
  3. Toccata
  4. Chorale-Fugato
- 1945 Symfonie Nr. 7
  1. Lento Assai
  2. Allegro giocoso
  3. Allegro giusto
- 1946 Symfonie Nr. 8
  1. Lento con moto
  2. Lento assai
  3. Allegro
- 1947 Symfonie Nr. 9
  1. Adagio
  2. Allegro
  3. Largo, a la funebre
  4. Allegro molto
- 1950 Symphonic Testament (opgedragen aan de 6 miljoen Joden, die in de Tweede Wereldoorlog vermoord werden)
  1. Moderato
- Symphonietta
  1. Grave ma con moto
- Symfonie Nr. 1 (is verloren gegaan)
- Symfonie Nr. 4 (is verloren gegaan)

#### Concerten voor instrumenten en orkest
- 1941 Andante and Allegro, voor orgel en orkest
- 1942 Concerto Nr. 1, voor piano en orkest
  1. Molto maestoso e largamente
  2. Andante con moto
  3. Allegro giusto
- 1947 Concerto No. 2 ("Opus Two"), voor piano en strijkorkest
  1. Lento assai
  2. Tempo rubato
  3. Allegro assai

#### Andere werken voor orkest
- 1938 Theme and Variations, voor klein orkest
- 1939 Ode, voor kamerorkest
- 1939 Ode, voor symfonieorkest
- 1941 Contrasts, voor solo hobo, hoorn en strijkers
- 1943 Ode to Victory, voor spreker en orkest – (opgedragen aan de Verenigde Naties)
- 1945 Give me the Splendid Silent Sun, voor spreker en orkest – tekst: Walt Whitman
- 1945 Preludes, voor orkest
  1. Moderate Three
  2. Andante
  3. Allegro giocoso
  4. Andante doloroso ("Dirge")
- 1945 Ballet Suite, voor orkest
  1. Allegro ma non troppo
  2. Very slowly
  3. Vivo
  4. Presto
- 1946 Dance Overture, voor orkest
- 1950 Concert Overture, voor orkest
- 1950 Derivative Music, voor orkest
- 1955 Grand Central Terminal – a symphonic burlesk
- 1960 Immigrants all...Americans all, suite voor orkest
  1. Andante
  2. Allegro con spirito
  3. Basso Ostinato (Lento Assai)
  4. Choral Fantasy (dedicated to Kurt Weill)
  5. Presto
  6. Risoluto
  7. Lento Assai
  8. Air-Folk Dance (Allegretto)
  9. Epilogue – Coda (Maestoso)
- 1983 Pioneer – 10 Pushes Beyond Goals into the Unknown, voor spreker en orkest – tekst: John Noble Wilford

### Werken voor harmonieorkest
- 1942 Fughetta
- 1943 Symfonie Nr. 5, voor harmonieorkest
  1. Allegro molto
  2. Andante cantabile
  3. Molto maestoso
- 1943 Summer Piece – 1943
- 1952 Sonatina
- 1952 Divertimento
  1. Andante
  2. (is verloren gegaan)
  3. Moderato
- 1955 Festive Dance
- Hymn

### Muziektheater

#### Opera's
| Voltooid in | titel                  | aktes    | première | libretto                                          |
| ----------- | ---------------------- | -------- | -------- | ------------------------------------------------- |
| 1950        | Stackalee              |          |          |                                                   |
| 1953        | Money                  | 3 scènes |          |                                                   |
| 1954        | The Bell and The Light |          |          | Theodore Ward                                     |
| 1956        | Madison                |          |          | Theodore Ward                                     |
| 1965        | Johnny Merrypranks     |          |          | gebaseerd op "The Merry Pranks of Tyl Eulenspiel" |
| 1968        | Salammbo               | 3 aktes  |          | naar Gustave Flaubert, «Salammbô»                 |

#### Musicals
| Voltooid in | titel                       | aktes   | première | libretto     |
| ----------- | --------------------------- | ------- | -------- | ------------ |
| 1955        | Blue Grass (of Kentucky)    | 2 aktes |          | Daniel Boone |
| 1979        | My Heart's in the Highlands |         |          | Robert Burns |

### Werken voor koren
- 1940 Song of the Broad Axe, voor gemengd koor en orkest – tekst: Walt Whitman
- 1955 Heave Away, voor gemengd koor en piano
- 1959 Seek Ye, The Peace Of The City, voor gemengd koor en piano – tekst: Theodore Ward
- 1961 Spirit of the Union, voor gemengd koor en orkest
- 1967 Chariot Wheels are Rollin, voor gemengd koor en piano
- 1967 O, Sing A New Song, voor vrouwenkoor – uittreksel uit de psalmen
- Balm In Gilead, voor gemengd koor en piano
- Behold, The Day Cometh, voor gemengd koor en piano – tekst: (Malachi, Chap. 4)
- Plumpuppets, voor gemengd koor en piano – tekst: Christopher Morley
- Sing, O Heavens (Anthem), voor gemengd koor en piano

### Vocale muziek
- 1938 Five Minutes, Oleo, voor spreker, dramatisch tenor, gemengd koor en piano -tekst: H.H. Lewis
- 1940 Pioneers ! O Pioneers !, voor bariton solo, gemengd koor en orkest – tekst: Walt Whitman
- 1969 15 liederen, voor zangstem, altviool en piano

### Kamermuziek
- 1937 Two Movements, voor strijkkwintet
- 1939 Strijkkwartet Nr. 1
- 1940 Petite Suite, voor altviool en piano
- 1940 Trio, voor dwarsfluit, klarinet en altviool
- 1941 Berceuse, voor twee violen en cello
- 1941 Fuge, voor strijkkwintet
- 1941 Double Fugue, voor strijkkartet
- 1941 Fugue in cis klein, voor viool, altviool en cello
- 1941 Suite, voor strijkers
- 1942 Strijkkwartet Nr. 2
- 1943 Strijkkwartet Nr. 3
- 1943 Summer Piece – 1943, voor 2 dwarsfluiten, 2 hobo's, 2 fagotten, 3 klarinetten, eufonium en tuba
- 1945 Concertino, voor 7 instrumenten (dwarsfluit, klarinet, hobo, trompet, altviool, cello en contrabas
- 1945 Divertimento, voor dwarsfluit, hobo, klarinet en fagot
- 1945 Sonata Nr. 1, voor viool en piano
- 1946 Three Movements, voor twee hobo's en piano
- 1947 Allegretto for Brigadoon Wood Winds, voor dwarsfluit, hobo en twee klarinetten
- 1948 Sonatina, voor cello en piano
- 1949 Mozartean Duet, voor Bes klarinetten
- 1949 Sonata Nr. 2, voor viool en piano
- 1949 Three short pieces, voor trompet en trombone
- 1949 Trio, voor hoorn, fagot en piano
- 1950 Divertimento, voor twee altviolen
- 1950 Divertimento, voor klarinet en piano
- 1950 Sonata, voor 5 klarinetten
- 1950 Sonata Hebraica, voor altviool en piano
- 1960 Sonatine, voor contrabas en piano
- 1972 Six Short Pieces, voor dwarsfluit en hoorn
- 1978 Rondo Espressivo – Hommage a Carl Philipp Emanuel Bach, voor viool en piano (of dwarsfluit en piano)
- 1978 The Mighty Bowl – Hommage a William Byrd, voor viool en piano
- 1979 Berceuse I, II, voor viool en piano
- 1980 Sirba, dans voor viool en piano (of dwarsfluit en piano)

### Werken voor orgel
- 1945 Basso ostinato – Toccata – Fugue
- 1945 Preludes
  1. Andante, with breadth and dignity
  2. Moderato
  3. Andante
  4. Lento
  5. Andante maestoso
  6. Lento
  7. Lento, ma ritmico
  8. Majestically

### Werken voor piano
- 1935 Suite of Fugues
- 1935 Suite Nr. 1
- 1937 Piano Preludes, Book I
- 1938 Piano Sonata Nr. 1
- 1939 Piano Sonata Nr. 2
- 1940 Piano Sonata Nr. 3
- 1941 Piano Sonata Nr. 4
- 1942 Piano Sonata Nr. 5
- 1942 Sonatine
- 1942 Suite Nr. 2
- 1946 Laughing Pianos, voor twee piano's
- 1947 Two Movements, voor twee piano's
- 1950 Piano Preludes, Book III
- 1951 Toccata
- 1955 Duo Concertante, voor twee piano's
- 1956 Walking Down Broadway
- 1965 Cowboy Suite
- 1972 Poor Rosy" (theme & variations) – from "Slave Songs of the United States"
- 1974 Petite Suite (Modal) Pour Enfants
- 1980 Strictly From The Birds
- 1984 Concerto No. 3 ("A Musical Escapade"), voor twee piano's
- 1986 New Music – March 1986 (Het laatste werk van deze componist)
- Caprice
- Flight
- Four Moods
- Hindu Suite
- Piano Preludes, Book II
- Piano Preludes, Book IV
- Piano Preludes, Book V
- Piano Preludes, Book VI
- Piano Preludes, Book VII
- Piano Preludes, Book VIII
- Piano Sonata Nr. 6
- Suite Nr. 3

## Publicaties
- Irving Schlein: Slave Songs of the United States, Hal Leonard Corporation, ISBN 9781423422624